# Vian (Oklahoma)
Vian es un pueblo ubicado en el condado de Sequoyah en el estado estadounidense de Oklahoma. En el año 2010 tenía una población de 	1466 habitantes y una densidad poblacional de 	698,1 personas por km².

## Geografía
Vian se encuentra ubicado en las coordenadas 35°29′52″N 94°58′15″O / 35.49778, -94.97083 (35.497910, -94.970841).

## Demografía
Según la Oficina del Censo en 2000 los ingresos medios por hogar en la localidad eran de $18,264 y los ingresos medios por familia eran $24,167. Los hombres tenían unos ingresos medios de $26,731 frente a los $16,806 para las mujeres. La renta per cápita para la localidad era de $10,471. Alrededor del 35.6% de la población estaban por debajo del umbral de pobreza.